# ASSET (avion spatial)
Pour les articles homonymes, voir ASSET.

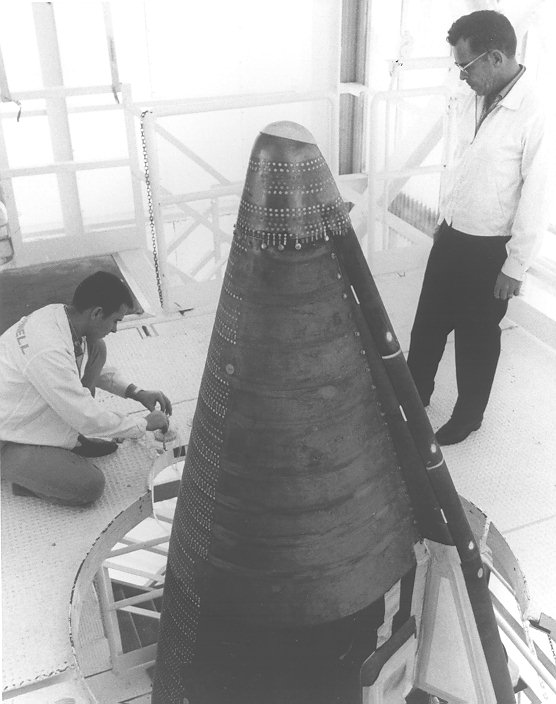
ASSET avant un lancement.

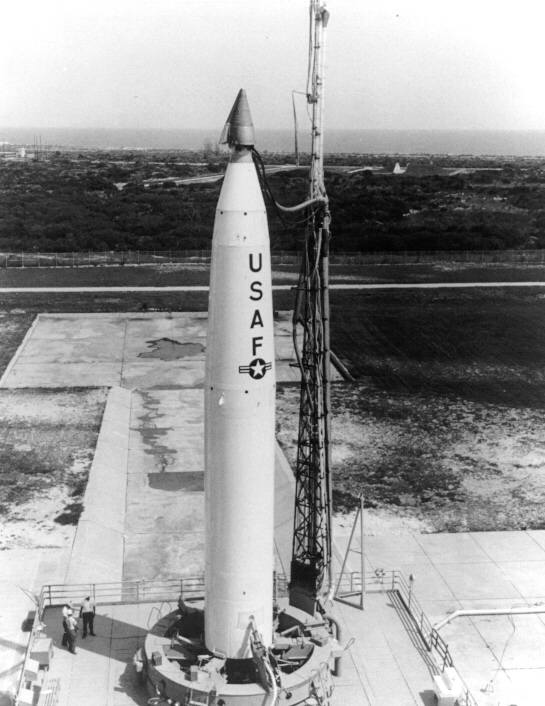
Combinaison ASSET-Thor sur le Pas de tir 17B de Cap Canaveral.

ASSET, ou Aerothermodynamic Elastic Structural Systems Environmental Tests est un projet spatial expérimental des États-Unis entre 1963 et 1965, impliquant les essais d'un petit véhicule de rentrée sans pilote.

## Développement et essais
Débutant en 1960, le projet ASSET a été conçu initialement pour vérifier le superalliage du bouclier thermique du X-20 Dyna-Soar avant les vols habités, à grande échelle. La forme du véhicule, biconique et à faible aile delta étaient destinées à représenter la section avant du nez du Dyna-Soar, où l'échauffement aérodynamique serait le plus intense, c'est-à-dire supérieur à une température estimée à 2 200 °C sur la coiffe du nez.
À la suite de l'annulation du programme X-20 Dyna-Soar, en décembre 1963, les véhicules ASSET complets ont été utilisés pour des recherches avec l'objectif que les données recueillies servent au développement de futurs véhicules spatiaux, tels que la navette spatiale américaine.
Construit par McDonnell, chaque véhicule a été lancé sur une trajectoire suborbitale à partir du Pas de tir 17B de Cap Canaveral à des vitesses allant jusqu'à 6 000 m/s avant de faire un amerrissage dans le Sud de l'Atlantique à proximité de l'Île de l'Ascension. À l'origine, un lanceur Scout avait été prévu pour les essais, mais cela a été changé après qu'un important excédent de missiles Thor et Thor-Delta (de retour de déploiement dans le Royaume-Uni) soit devenu disponible.
Sur les six véhicules construits, un seul a été récupéré avec succès et est actuellement exposé au National Museum of the United States Air Force à Dayton, Ohio.

## Vols
| Mission | Date de lancement | Apogée | Vitesse Max. | Résultat | Utilisation                                      |
| ------- | ----------------- | ------ | ------------ | --- | ------------------------------------------------ |
| ASSET 1 | 18 septembre 1963 | 62 km  | 4 906 m/s    | A survécu à la rentrée, mais les équipements de flottaison ont mal fonctionné, empêchant ainsi la récupération prévue.                                     | A coulé dans l'Atlantique.                       |
| ASSET 2 | 24 mars 1964      | 55 km  |              | Dysfonctionnement de l'étage supérieur du lanceur ; les mécanismes d'autodestruction du véhicule se sont activés après la séparation. Échec de la mission. | Détruit.                                         |
| ASSET 3 | 22 juillet 1964   | 71 km  | 5 500 m/s    | A survécu à la rentrée ; tous les objectifs de la mission ont été atteints.                                                                                | Récupéré 12 heures après le lancement. Préservé. |
| ASSET 4 | 28 octobre 1964   | 50 km  | 4 000 m/s    | A survécu à la rentrée ; tous les objectifs de la mission ont été atteints. La récupération n'était pas prévue.                                            | A coulé dans l'Atlantique.                       |
| ASSET 5 | 9 décembre 1964   | 53 km  | 4 000 m/s    | A survécu à la rentrée ; tous les objectifs de la mission ont été atteints. La récupération n'était pas prévue.                                            | A coulé dans l'Atlantique.                       |
| ASSET 6 | 23 février 1965   | 70 km  | 6 000 m/s    | A survécu à la rentrée, mais les équipements de flottaison ont mal fonctionné, empêchant ainsi la récupération prévue.                                     | A coulé dans l'Atlantique.                       |

## Spécifications
- Développé à partir de X-20 Dyna-Soar
- Variantes : Winged Gemini

### Caractéristiques générales
- Équipage : aucun
- Longueur : 1,75 m (5,74 ft)
- Envergure : 1,39 m (4,57 ft)
- Hauteur : 0,83 m (2,73 ft)
- Poids en charge : 540 kg (1 190 lb)
- Propulsion : propulseurs à mélange hydrogène-peroxyde

### Performances
- Vitesse maximale : Mach 25
- Distance franchissable : 4 345,228 8 km (2 700 miles)
- Plafond : 80,467 2 km (50 miles)
- Hypersonic L/D Ratio :  1:1

## Winged Gemini
Dans le milieu des années 1960, McDonnell a proposé une variante de la capsule Gemini, sur laquelle sont conservés les sous-systèmes internes et le compartiment de l'équipage du vaisseau original, mais renonçant à la rentrée balistique, à la récupération par parachute et à l'amerrissage.
Au lieu de cela, le véhicule aurait été, extérieurement, fortement modifié en une configuration similaire à l'ASSET, à corps portant. Après la rentrée dans l'atmosphère, une paire d'ailes se serait déployée, donnant à l'engin spatial suffisamment de L/D pour effectuer un atterrissage piloté sur une piste en béton en utilisant un train d'atterrissage de type dérapant, tout comme la navette spatiale aujourd'hui.
Selon Mark Wade, de l'Encyclopedia Astronautica, l'objectif du projet semble avoir été de développer un avion spatial habité militaire à un coût minime, à la suite de l'annulation du programme Dyna-Soar.

### Appareils comparables
- Molniya BOR-4
- Martin-Marietta X-23 PRIME